# Kiriki (juego)

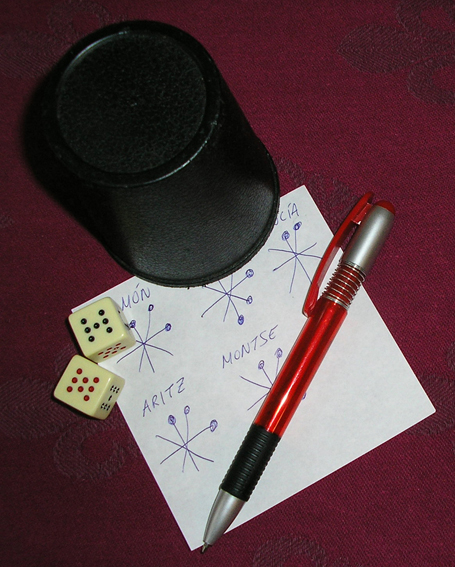
Cubilete, dados y papel para anotar los puntos.

El Kiriki es un juego de dados de origen vasco derivado del Quinito o Kinito, semejante a grandes rasgos al Mentiroso, y cuyo objetivo es eliminar al resto de jugadores de la partida mediante el valor de los lances, en los que los dados permanecen ocultos, y en el que se usa el engaño como técnica.
Para jugar al Kiriki se requiere un cubilete, dos dados de tipo póquer y un mínimo de tres jugadores.

## Mecánica básica
Apertura del juego y ronda:

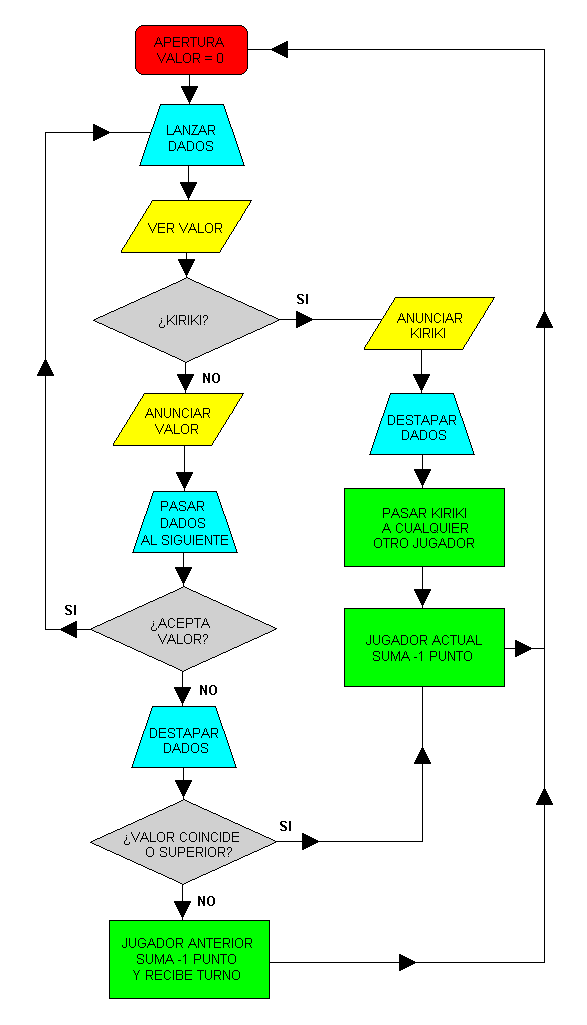
Kiriki. Diagrama de flujo de la mecánica básica, sin tener en cuenta las variaciones que se puedan incluir o la eliminación por máximo de puntos negativos.

El jugador que abre lanza los dados dejando el cubilete boca abajo, manteniendo los dados ocultos. El jugador mira el valor de la tirada sin que el resto de los compañeros lo vea, levantando con cuidado el cubilete y volviendo a tapar los dados una vez observados. En este punto el jugador debe anunciar al resto el valor del lance (ver tabla de valores), escogiendo entre decir el valor real o uno falso. A continuación debe pasar el cubilete al compañero que queda a su derecha (sentido antihorario), con los dados ocultos y manteniendo su valor original.
El jugador que ahora recibe los dados tiene dos opciones:
- Aceptar el valor anunciado, por lo que deberá tirar para tratar de superar o igualar el valor anterior por el mismo procedimiento y pasar los dados al siguiente compañero.
- Considerar falso el valor anunciado y levantar el cubilete. Si el valor es inferior al anunciado, el jugador que ha pasado previamente los dados sumará un punto negativo. Si el valor es verdadero o superior, será el jugador que ha levantado quien sumará un punto negativo. En cualquier caso, la persona que anota un punto negativo debe abrir una nueva ronda.

Cuando un jugador suma nueve puntos negativos se considera eliminado, y gana el último que quede sin eliminar.
- Anuncio de Kiriki: cuando en un lance aparece Kiriki (negra + roja) el jugador que lo ha obtenido debe mostrar obligatoriamente los dados y pasarlos arbitrariamente a cualquier jugador, haciéndole sumar a este último un punto negativo.

- Regla a otras combinaciones: está prohibido anunciar la suma simple de los dos dados cuando se obtiene una pareja (p.ej. una pareja de jotas, virtualmente un 6) o un tocho (virtualmente un 11).

## Puntos
- Así, la secuencia completa de valores queda como sigue:

4, 5, 6, 7, 8, 9, 10, tocho, negras, rojas, jotas, reinas (o damas), reyes, ases y kiriki.

## Aspectos y factores del juego
Un factor determinante en el juego es la agilidad con la que se suma el valor de las figuras y el tiempo empleado en escoger y anunciar un valor ficticio en el caso de que no superemos el valor previo. Un ejemplo evidente es que si nos han pasado una “pareja de rojas” y nos demoramos demasiado observando nuestra tirada, el siguiente jugador sospechará de inmediato. Esto sucede principalmente en jugadores poco habituados y que aún requieren cierta práctica para relacionar cada figura con su valor numérico.
A diferencia de otros juegos como el póquer, el valor de cada combinación (en realidad son variaciones con repetición) no se relaciona estrictamente con su probabilidad, por lo que ésta no es un factor enteramente determinante. Por ejemplo: es más fácil obtener una pareja (6/36, reducido: 1/6) que un cuatro (2/36, red.: 1/18), aunque cabe decir que es más fácil obtener una suma simple cualquiera (26/36, red.: 13/18) que una figura alta (10/36, red.: 5/18).
Al tratarse de un juego ágil y rápido, el factor psicológico queda también bastante minimizado, aunque, como en el póquer, los estilos personales pueden hacerse notorios (tendencia a mentir con subidas grandes o exageradas, tendencia a desconfiar, tendencia a la prudencia, demoras intencionadas, etc). Dicho factor aumenta de forma notable en la variante de Kiriki Visto.

## Variantes habituales
- Kiriki Visto: permite al jugador que posee el turno mirar los dados que le han sido entregados una vez haya aceptado el valor anunciado. Obviamente debe mirar para él sólo, sin anunciar el valor real de la tirada y estando obligado a lanzar nuevamente, independientemente de que el valor observado sea verdadero o falso.

- Arrastre: cuando un jugador llega a la totalidad de sus puntos negativos puede mantenerse en la partida por medio del arrastre. Para ello debe lanzar los dados y destaparlos, para, a continuación, el siguiente jugador lanzar de la misma forma. Si el compañero no supera el valor, el turno vuelve al virtualmente eliminado, sin ninguna penalización para nadie y se continúa el juego normalmente, hasta que este vuelve a perder una ronda y realiza otro arrastre. Si se iguala se vuelve a arrastrar. Cuando el jugador pierde en el arrastre queda eliminado definitivamente.

- Dado dentro y dado fuera: es aceptable que un jugador que posea el turno lance un dado sobre la mesa, a la vista de todos, y el otro sea lanzado con el cubilete. Si el siguiente jugador acepta el valor puede optar por seguir jugando con ambos dados en el cubilete.

## Otras variantes
- Remontada “a ciegas”: en cualquier momento de la ronda un jugador puede tirar los dados y anunciar un valor como mínimo (ej.: “mínimo: pareja de negras”) sea o no verdad, de forma que el compañero puede aceptarlo y pasar los dados directamente al siguiente sin tener que lanzar y anunciando obligatoriamente un nuevo valor superior al anterior (ej.: “pareja de rojas”), así sucesivamente hasta que alguien considere falso el último valor anunciado y destape o lance para tratar de superar o igualar. Si los dados llegan a la última persona de la cadena, justo antes de la que inició la remontada "ciega", ya no podrá seguir remontando (obviamente éste conoce el valor real) y deberá lanzar obligatoriamente o destapar. Como es lógico no está permitido comenzar un remonte con un Kiriki, sea real o falso, ya que está sujeto a la regla inamovible del mismo (ver arriba).
- Cuando un jugador tira lo dados y sale (ej.:) una "pareja de jotas", puede empezar diciendo "pareja de negras" u otro valor por debajo del valor físico (o el que realmente quiera). Si el jugador siguiente no lo cree, puede levantar la jugada. Si lo levanta será punto negativo para él, puesto que "parejas de negras", está incorporada dentro de "pareja de jotas" (o sea, que en la escala de valores, hay que pasar por "pareja de negras" para llegar a "pareja de jotas"). El siguiente jugador decidirá igualar o superar, pasando el cubo sin levantar, así hasta llegar el jugador inicial. Si éste quiere, sin todavía levantar, puede decir "pareja de rojas" (si los jugadores previos no han aumentado el valor) y seguiría ganando, puesto que "parejas de rojas", está incluido dentro de "pareja de jotas". Y así sucesivamente hasta que alguien levante. Hay que tener cuidado que la jugada no le llegue al jugador inicial, puesto que él sabe la realidad de los dados.

- Kiriki con tres dados: el tercer dado hace de valor al alza e introduce tríos (obviamente superiores a las parejas). En este caso el kiriki que se debe mostrar obligatoriamente es el “kiriki al as” (roja + negra + as), siendo el resto susceptible de ser pujado.

- Kiriki apostando dinero, Strip Kiriki, etc.

## Otros  juegos parecidos
- Kinito o Quinito.
- Mentiroso (juego de naipes).

- Datos: Q2883734